# Ilisha
Ilisha – rodzaj ryb promieniopłetwych z rodziny Pristigasteridae.

## Rozmieszczenie geograficzne
Do rodzaju należą gatunki występujące w wodach Oceanu SPokojnego, Atlantyckiego i Indyjskiego oraz słodkich wodach Ameryki Południowej, Azji Połudnowej i Południowo-Wschodniej. 

## Morfologia
Długość ciała do 60 cm; masa ciała (największa opublikowana) 193 g.

## Systematyka
Rodzaj zdefiniował w 1846 roku szkocki chirurg okrętowy, przyrodnik i badacz arktyczny John Richardson w artykule zatytułowanym Raport o ichtiologii mórz Chin i Japonii, opublikowanym w czasopiśmie „Report of the British Association for the Advancement of Science 15th meeting”. Gatunkiem typowym jest (późniejsze oznaczenie) I. abnormis.

### Etymologia
- Platygaster: gr. πλατυς platus ‘szeroki’[9]; γαστηρ gastēr, γαστρος gastros ‘brzuch’[10]. Gatunek typowy (późniejsze oznaczenie)[11]: Clupea africana Bloch, 1795.
- Ilisha: bengalska nazwa ilish dla iliszy indyjskiej (Tenualosa ilisha)[12].
- Zunasia: rodzima nazwa zunashi dla sardynely japońskiej (Sardinella zunasi)[3]. Gatunek typowy (oryginalne oznaczenie (również monotypowe)): Pristigaster chinensis Basilewsky, 1855 (= Alosa elongata Anonim [Bennett], 1830).
- Pseudochirocentrodon: gr. ψευδος pseudos ‘fałszywy’[13]; rodzaj Chirocentrodon Günther, 1868. Gatunek typowy (oznaczenie monotypowe): Pseudochirocentrodon amazonicum Miranda Ribeiro, 1920.
- Euplatygaster: gr. ευ eu ‘dobry, ładny, typowy’[14]; rodzaj Platygaster Swainson, 1838. Gatunek typowy (oryginalne oznaczenie): Pellona brachysoma Bleeker, 1852 (= Clupea melastoma Bloch & Schneider, 1801).

### Podział systematyczny
Do rodzaju należą następujące gatunki:
- Ilisha africana (Bloch, 1795) – ilisza afrykańska[15]
- Ilisha amazonica (Miranda Ribeiro, 1920)
- Ilisha compressa Randall, 1994
- Ilisha elongata (Anonim [Bennett], 1830) – ilisza smukła[15]
- Ilisha filigera (Valenciennes, 1847)
- Ilisha fuerthii (Steindachner, 1875)
- Ilisha kampeni (Weber & de Beaufort, 1913)
- Ilisha lunula Kailola, 1986
- Ilisha macrogaster Bleeker, 1866
- Ilisha megaloptera (Swainson, 1839)
- Ilisha melastoma (Bloch & Schneider, 1801)
- Ilisha novacula (Valenciennes, 1847)
- Ilisha obfuscata Wongratana, 1983
- Ilisha pristigastroides (Bleeker, 1852)
- Ilisha sirishai Seshagiri Rao, 1975
- Ilisha striatula Wongratana, 1983